# Gilles-Philippe Delorme
Pour les articles homonymes, voir Delorme.
Gilles-Philippe Delorme est journaliste québécois et animateur d'émissions d'information télévisées né à Montréal en 1944.

## Biographie
Durant ses études en lettres à l'Université de Montréal, en 1965, il entre au Journal de Montréal, nouvellement créé en pleine grève du quotidien La Presse, grève qui profite au nouveau-né des quotidiens montréalais pour s'implanter solidement auprès des lecteurs.
En 1966, Gilles-Philippe Delorme quitte le Journal de Montréal et entre au service des nouvelles de la Société Radio-Canada (SRC). Il est pendant 4 ans reporter-interviewer, puis reporter judiciaire au Palais de Justice de Montréal durant les procès célèbres des présumés chefs du FLQ Pierre Vallières et Charles Gagnon, pour la télévision du service des nouvelles de la SRC.
En 1968, Yvan Canuel, Jean Duceppe et Gilles-Philippe Delorme fondent le Festival de Sainte-Agathe, un événement culturel inspiré du Festival d'Avignon, de Jean Vilar, et qui se tient au village de Sainte-Agathe-des-Monts, dans les Laurentides. C'est au Théâtre des Patriotes que se déroule la première saison théâtrale du festival de Ste-Agathe, à l'été 1968. Deux œuvres inédites de Réjean Ducharme y sont créées : Le Cid Maghané et Ines Pérée et Inat Tendu mises en scène toutes les deux par Yvan Canuel. Parmi les principaux interprètes, on retrouve François Tassé dans le rôle du Cid, Roger Garand, Hélène Loiselle, Sophie Clément et plusieurs autres. Une demande de subvention gouvernementale, présentée à Québec à l'automne, ayant été refusée par le ministre des Affaires Culturelles du Québec, Jean-Noël Tremblay, le Festival de Ste-Agathe se voit contraint de mettre fin à ses activités après une seule saison, malgré un succès remarquable durant tout l'été 1968. Il aura cependant permis aux amateurs de théâtre québécois de découvrir le volet auteur dramatique de l'écrivain Réjean Ducharme, Prix Goncourt 1966 pour son roman L'Avalée des avalés.

### Journalisme télévisé
- 1966-1969 : Reporter-interviewer au Service des Nouvelles de la SRC à Montréal.
- 1970 : Correspondant parlementaire à Toronto pour la SRC.
- 1971-1975 : Correspondant parlementaire à Québec pour la SRC.
- 1980 : L'Âge de l'Énergie, Radio-Canada (série documentaire sur le contexte énergétique mondial)
- 1981-1985 : La Parole est à vous, Réseau TVA (débat politique hebdomadaire)
- 1982 : Antenne 10, Réseau TVA (magazine d'information)
- 1985 : L'Hiver Nucléaire, Radio-Canada
- 1985-1988 : Science-Réalité, Radio-Canada (magazine d'information scientifique)
- 1992 : Sur la Colline, réseau TVA (magazine sur les actualités à l'Assemblée Nationale du Québec)
- 1997 : Le Saint-Laurent, Canal D (documentaire de 4 heures sur l'éco-système du fleuve Saint-Laurent. Productions Impex)
- 1999 : Mer et Monde, Canal D (série documentaire de 20 épisodes sur le nautisme mondial. Productions Héroux+)
- 2004 : Exploration Rivières, Canal D (documentaire sur les 10 plus grandes rivières du Québec. Productions Impex)

## Publication
- Les Déshonorables : Les Dessous de l'affaire Munsinger paru chez Les Éditions JCL en septembre 1993. Gilles-Philippe Delorme est coauteur, avec sa compagne Danielle Roy, de ce livre qui explique les dessous de ce qui a constitué le scandale politique le plus médiatisé de l'histoire du Canada.

## Filmographie
- St-Denis dans le temps un long métrage de 86 minutes, réalisé par Marcel Carrière, produit par l'ONF 1970. Ce film historique, reconstitue sans complaisance, en l'inscrivant en pleine actualité, la bataille de Saint-Denis, au Québec, en 1837, une des rares victoires canadiennes-françaises d'une rébellion malheureuse contre les Anglais, qui ensanglanta le Canada au siècle dernier. Sorti deux ans après le printemps de Prague, ce long métrage est présenté pour la première fois au Cinéma St-Denis, à Montréal, en 1970, dans l'effervescence des événements qui conduiront à la Crise d'Octobre au Québec en 1970. Le film est interprété par Gilles-Philippe Delorme, Marie-Claire Nolin, Donovan Carter, Jackson Quirk. Le tournage débute en 1968.
- Elvis Gratton : Miracle à Memphis de Pierre Falardeau